# Paranauphoeta basalis
Paranauphoeta basalis är en kackerlacksart som först beskrevs av Jean Guillaume Audinet Serville 1839.  Paranauphoeta basalis ingår i släktet Paranauphoeta och familjen jättekackerlackor. Artens utbredningsområde är delstaten Malacka i Malaysia och öarna Sumatra, Java och Borneo i Indonesien. Inga underarter finns listade i Catalogue of Life.